# Synagoge Wuliza Sazjalistytschnaja 34 (Babrujsk)

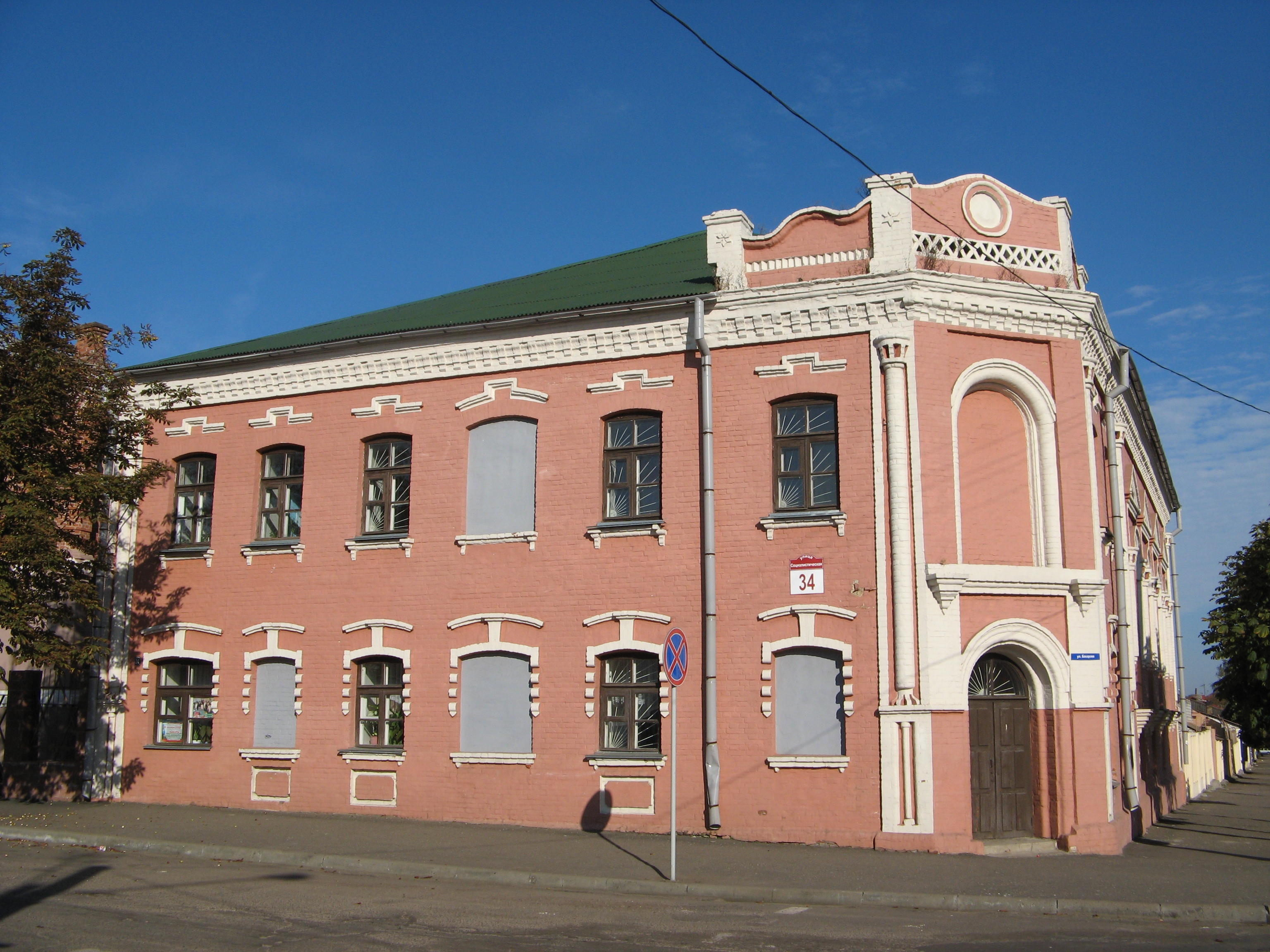
Synagoge in Babrujsk (2008)

Die Synagoge mit der Adresse an der Wuliza Sazjalistytschnaja 34 (belarussisch вуліца Сацыялістычная 36) in Babrujsk, einer belarussischen Stadt in der Mahiljouskaja Woblasz, wurde 1901 erbaut.
In Babrujsk betrug vor 1941 der Anteil der jüdischen Bevölkerung zwischen 25 und 30 % betragen. Mit über 30 Synagogen war Bobrujsk ein wichtiges Zentrum jüdischer Kultur, sodass es im Volksmund ironisch Hauptstadt Israels (Staliza Jisrael) genannt wurde. Der überwiegende Teil der jüdischen Bevölkerung wurde von den deutschen Besatzern während des Holocausts ermordet. Die Synagoge wurde in dieser Zeit verwüstet. Das Synagogengebäude wurde zu einem Wohnhaus umgebaut.